# Campionato slovacco di calcio
Il campionato slovacco di calcio (Futbal na Slovensku) ha come primo livello la Superliga.
Questa è formata da un girone all'italiana di dodici squadre. Tutte le squadre si affrontano tre volte, per un totale di trentatré partite. Al termine del campionato l'ultima retrocede nella 1. Slovenská Futbalová Liga, il secondo livello nazionale. Questa, composta anch'essa da dodici, prevede oltre ad una promozione, due retrocessioni in 2. Slovenská Futbalová Liga, il terzo livello nazionale, che è composto da due gironi di sedici squadre ciascuno.
La squadra più titolata del massimo campionato è lo Slovan Bratislava.
La vincitrice del girone della poule scudetto si qualifica per il secondo turno preliminare di Champions League, mentre la seconda e la terza Classeificata partecipano ai turni preliminari della UEFA Europa League. Alla medesima manifestazione partecipa anche la vincitrice della coppa nazionale.

## Attuale sistema
| Livello squadre   | divisioni | divisioni | divisioni | divisioni |
| ----------------- | --- | --- | --- | --- |
| 1 12              | Superliga Fortuna liga 12 squadre | Superliga Fortuna liga 12 squadre | Superliga Fortuna liga 12 squadre | Superliga Fortuna liga 12 squadre |
| 2 24              | 2. Liga Ovest 12 squadre | 2. Liga Ovest 12 squadre | 2. Liga Est 12 squadre | 2. Liga Est 12 squadre |
| 3 66              | 3. Liga (BFZ) Bratislava 16 squadre | 3. Liga (ZsFZ) Ovest 18 squadre | 3. Liga (SsFZ) Centro 16 squadre | 3. Liga (VsFZ) Est 16 squadre |
| 4 120             | 4. Liga (BFZ) Girone A - 14 squadre Girone B - 14 squadre | 4. Liga (ZsFZ) Nord-Ovest - 16 squadre Sud-Est - 16 squadre | 4. Liga(SsFZ) Nord - 14 squadre Sud - 14 squadre | 4. Liga Nord - 16 squadre Sud - 16 squadre |
| 5 243             | V. Liga (BFZ) Bratislava-city - 10 squadre Bratislava-country - Girone A - 12 squadre Bratislava-country - Girone B - 8 squadre Bratislava-country - Girone C - 8 squadre | V. Liga (ZsFZ) Nord - 16 squadre Ovest - 15 squadre Sud - 16 squadre Est - 16 squadre Centro - 16 squadre | V. Liga (SsFZ) Girone A - 14 squadre Girone B - 14 squadre Girone C - 14 squadre Girone D - 14 squadre | V. Liga (VsFZ) Podtatranská - 14 squadre Šarišská - 14 squadre Zemplínska - 14 squadre Košicko-Gemerská - 14 squadre Vihorlatsko-Dukelská - 14 squadre |
| 6 520 7 515 8 294 | - | Unioni subregionali Dunajská Streda I. Classe - 16 squadre II. Classe - 16 squadre III. Classe - 8 squadre Galanta I. Classe - 14 squadre II. Classe - 12 squadre Komárno I. Classe - 16 squadre II. Classe - 13 squadre Levice I. Classe - 16 squadre II. Classe - 16 squadre III. Classe - 12 squadre Nitra I. Classe - 16 squadre II. Classe A - 14 squadre II. Classe B - 14 squadre II. Classe C - 14 squadre III. Classe A - 12 squadre III. Classe B - 8 squadre Nové Zámky I. Classe - 14 squadre II. Classe - 14 squadre III. Classe - 10 squadre Považská Bystrica I. Classe - 14 squadre II. Classe - 14 squadre III. Classe A - 8 squadre III. Classe B - 8 squadre Prievidza I. Classe - 16 squadre II. Classe PD - 14 squadre II. Classe BN+PE - 14 squadre III. Classe PD - 9 squadre III. Classe BN - 12 squadre III. Classe PE- 12 squadre Senica I. Classe - 16 squadre II. Classe - 14 squadre III. Classe - 8 squadre Topoľčany I. Classe - 16 squadre II. Classe - 14 squadre III. Classe - 8 squadre Trenčín I. Classe - 16 squadre II. Classe Nord - 13 squadre II. Classe Sud - 16 squadre III. Classe Nord - 6 squadre III. Classe Centro - 8 squadre III. Classe Sud - 7 squadre Trnava I. Classe - 16 squadre II. Classe A - 16 squadre II. Classe B - 16 squadre III. Classe A - 16 squadre III. Classe B - 10 squadre | Unioni subregionali Banská Bystrica I. Classe - 14 squadre II. Classe A - 7 squadre II. Classe B - 7 squadre II. Classe C - 7 squadre Čadca (Kysuce) I. Classe - 14 squadre II. Classe - 10 squadre Dolný Kubín (Orava) I. Classe - 14 squadre II. Classe - 12 squadre III. Classe - 9 squadre Liptovský Mikuláš (Liptov) I. Classe - 14 squadre II. Classe - 13 squadre III. Classe A - 8 squadre III. Classe B - 11 squadre Lučenec I. Classe - 14 squadre II. Classe - 6 squadre Martin (Turiec) I. Classe - 14 squadre II. Classe - 12 squadre Rimavská Sobota I. Classe - 12 squadre II. Classe - 7 squadre Veľký Krtíš I. Classe - 12 squadre II. Classe - 6 squadre Zvolen I. Classe - 14 squadre II. Classe - 12 squadre III. Classe - 7 squadre Žiar nad Hronom I. Classe - 14 squadre II. Classe Nord - 13 squadre II. Classe Sud - 12 squadre Žilina I. Classe - 14 squadre II. Classe - 14 squadre III. Classe A - 10 squadre III. Classe B - 10 squadre | Unioni subregionali Bardejov I. Classe - 14 squadre II. Classe - 10 squadre Humenné I. Classe - 14 squadre II. Classe - 14 squadre III. Classe - 12 squadre Košice-city I. Classe - 7 squadre Košice-country I. Classe - 14 squadre II. Classe - 12 squadre III. Classe - 9 squadre Michalovce I. Classe - 14 squadre II. Classe A - 14 squadre II. Classe B - 14 squadre III. Classe A - 8 squadre III. Classe B - 7 squadre Poprad (Podtatranský FZ) I. Classe - 16 squadre II. Classe - 14 squadre III. Classe A - 7 squadre III. Classe B - 6 squadre Prešov I. Classe - 14 squadre II. Classe - 14 squadre III. Classe A - 14 squadre III. Classe B - 14 squadre Rožňava I. Classe - 14 squadre II. Classe - 11 squadre Spišská Nová Ves I. Classe - 14 squadre II. Classe - 9 squadre Stará Ľubovňa I. Classe - 12 squadre Svidník (Ondava) I. Classe - 14 squadre II. Classe - 9 squadre Trebišov I. Classe Nord - 12 squadre I. Classe Sud - 12 squadre II. Classe Nord - 5 squadre II. Classe Sud - 7 squadre Vranov nad Topľou I. Classe - 13 squadre |